# Pomoxis
Pomoxis es un género de peces de agua dulce de la familia Centrarchidae, del orden Perciformes. Las dos especies de este género son populares como "pescado de sartén".

## Etimología
El nombre del género Pomoxis deriva del griego πώμα (cubierta, tapón, opérculo) y οξύς (fuerte).

## Especies
Las especies actualmente reconocidas en este género son:
- Pomoxis annularis (Rafinesque, 1818)

- Pomoxis nigromaculatus (Lesueur, 1829)

## Biología
Ambas especies de adultos se alimentan predominantemente de peces más pequeños, incluidos las crías de sus propios depredadores (que incluyen el lucio, la muskalonga y la lucioperca). Sin embargo, tienen dietas diversas, incluyendo zooplancton, insectos y crustáceos.
Durante el día, este tipo de pez tiende a ser menos activo y se concentra en los lechos de algas u objetos sumergidos como troncos y rocas. Se alimentan durante el amanecer y el anochecer, entrando en aguas abiertas o acercándose a la orilla.

## Pesca

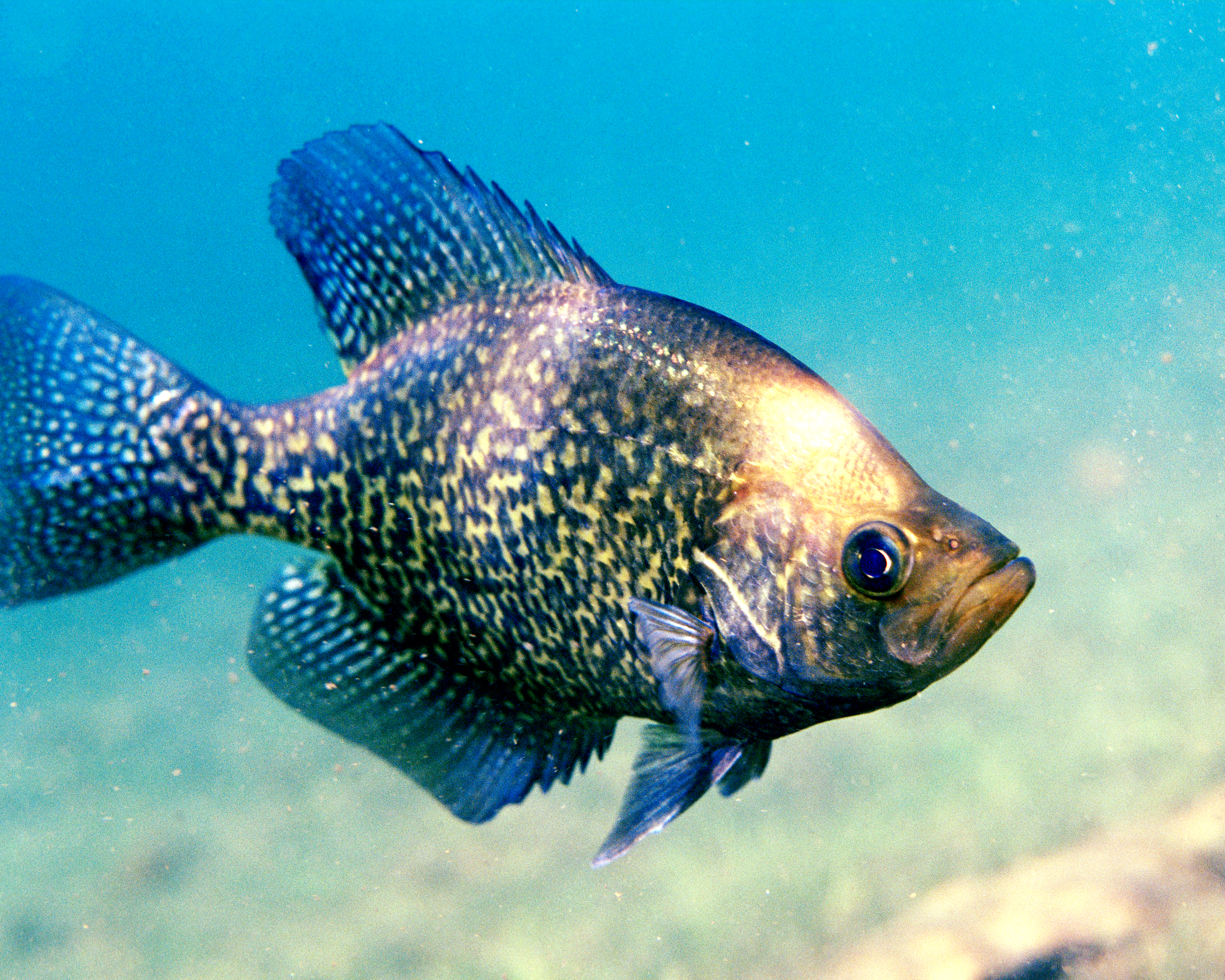
Pomoxis nigromaculatus.

Estos peces son muy apreciadas como "pescado de sartén" y a menudo se consideran entre los peces de agua dulce con mejor sabor. Por sus diversas dietas, este tipo de pez puede ser atrapado de muchas maneras, incluyendo lanzar jigs ligeros, pescar a la cacea con peces pequeños o señuelos artificiales, usar pequeños spinnerbaits o utilizar flotadores. Los "crappies" también son populares entre los pescadores en hielo, ya que son activos en invierno. El récord mundial actual de pesca, con cualquier aparejo, es de 2,25 kg (5,0 lb) para el P. nigromaculatus y 2,35 kg (5,2 lb) para el P. annularis.

### Pesca con caña
La pesca del "crappie" es popular en gran parte de Norteamérica. Los métodos varían, pero entre los más conocidos están la pesca con jarcia de araña ("spider rigging", en inglés), un método caracterizado por estar un pescador en un bote con muchas cañas de pescar largas que apuntan lejos de él en varios ángulos, como los radios de una rueda. (En algunas aguas, la jarcia de araña no está permitida. En Minnesota, por ejemplo, un pescador puede usar solo una caña durante la temporada abierta). 
Los pescadores que emplean el método de la jarcia de araña pueden elegir entre muchos cebos. Algunos de los más populares son plantillas de plástico con cabezales de plomo, crankbaits o pececillos vivos. Muchos pescadores también arrojan cebo vivo al agua para que los peces se sientan atraídos a morderlos. Los pescadores con mosca también capturan y atrapan regularmente a los "crappies" durante el período de desove y en invierno se pueden atrapar en estanques y lagos congelados mediante la pesca en hielo.

### Pesca comercial
Antes de que se comenzaran a implementar regulaciones más restrictivas, orientadas a la conservación, una gran cantidad de pomoxis, especialmente en los estados aledaños al río Mississippi, se comercializaron en el siglo XIX y principios del XX. En una época, la captura anual de pomoxis vendida en los mercados de pescado de Estados Unidos era de aproximadamente 1400 tn.
En el lago Reelfoot, Tennessee, existió una pesquería de pomoxis hasta el año 2003, una de las pocas en las últimas décadas.

## Récords de pesca
Según fuentes de la International Game Fish Association (IGFA), los ejemplares más destacados han sido:
- P. nigromaculatus: ejemplar de 2,26 kg (5,0 lb) capturado el 21 de abril de 2005 por John R. Horstman en un lago privado en Missouri, EE. UU.[7]
- P. annularis: ejemplar de 2,35 kg (5,2 lb) capturado el 31 de julio de 1957 por Fred Brigh en Water Valley, Mississippi, EE. UU.[8]